# Helen Jewett

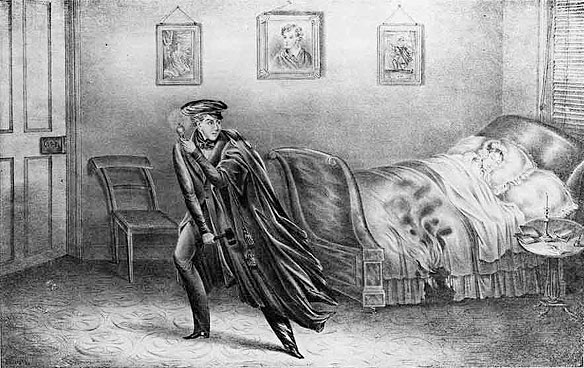
Ilustración de un folleto con la escena del crimen. Hacha en mano, Richard P. Robinson a la izquierda.

Helen Jewett (Temple, 18 de octubre de 1813 – Nueva York, 10 de abril de 1836) fue una prostituta estadounidense de principios del siglo XIX en Nueva York que fue brutalmente asesinada. Uno de sus clientes habituales, Richard P. Robinson, fue juzgado y sensacionalmente absuelto del crimen. El asesinato de Jewett y posterior juicio de Robinson fue uno de los primeros escándalos sexuales en recibir amplia y detallada atención por parte de la prensa, especialmente en el New York Herald. La opinión pública estaba dividida entre quienes sentían que Jewett había merecido su destino, y otros reclamando que Robinson había huido de la justicia a través de conexiones poderosas.
Jewett nació como Dorcas Doyen en Temple, Maine, en una familia de clase trabajadora. Su padre era alcohólico; su madre murió cuando Jewett era niña. A los doce o trece años Jewett fue empleada como sirvienta en la casa del Jefe de Justicia Nathan Weston del Tribunal Judicial Supremo de Maine. Mientras estaba allí, se convirtió en una joven sexualmente asertiva, y a los dieciocho dejó la casa Weston a la primera oportunidad. Se mudó a Portland, Maine, donde trabajó como prostituta bajo un nombre falso. Posteriormente se trasladó a Boston y finalmente Nueva York bajo una sucesión de falsos nombres.

## El asesinato
El cuerpo de Jewett fue descubierto por la patrona del burdel, Rosina Townsend, a las 3 a. m. del 10 de abril de 1836. El asesinato había tenido lugar en algún momento después de la medianoche. Jewett fue golpeada en la cabeza tres veces con un objeto agudo (El informe del forense lo describió como un 'hacha', una pequeña de carnicero). Basándose en la posición del cadáver en la cama, el forense concluyó que los golpes no fueron esperados: no había ninguna señal de lucha. Después de causar los golpes letales, el asesino prendió fuego a la cama de Jewett. Townsend descubrió la habitación llena de humo, y el cuerpo medio carbonizado de la joven encima del lecho.

## El juicio
Basándose en el testimonio de las mujeres que vivían en el burdel, la policía arrestó a Richard P. Robinson, de diecinueve años como sospechoso del asesinato. Robinson, un cliente habitual de la víctima, negó rotundamente haberla matado, y no mostró mucha emoción incluso cuando fue afrontado con el cadáver todavía tibio. Sin embargo, basado en el testimonio de varios testigos y la recuperación de una capa que se parecía a la de Robinson, el jurado forense precipitadamente reunido en la escena y basándose en lo visto, concluyeron que Jewett conoció su fin "por golpes ... causados ... con un hacha por la mano de Richard P. Robinson." Esto era suficiente para obtener una acusación inicial.
El 2 de junio de 1836, comenzó el juicio de Robinson por el asesinato. El ex-D.A. de Nueva York Ogden Hoffman apareció para la defensa. Después de varios días de testimonio de varios testigos, incluyendo Rosina Townsend, el juez dio al jurado sus instrucciones. Como la mayoría de los testigos eran prostitutas, el juez ordenó a su jurado desestimar su testimonio. Presentando principalmente evidencias circunstanciales contra Robinson, el jurado regresó con un veredicto de no culpable en menos de hora y media.

## La prensa
El asesinato de Jewett entusiasmó a la prensa y al público. La cobertura del asesinato y el juicio estaba altamente polarizada, con reporteros simpatizando con Jewett y vilipendiando a Robinson y otros atacando a Jewett como una seductora que mereció su destino. El New York Herald, editado por James Gordon Bennett, Sr., proporcionó la más completa (si bien no imparcial) cobertura del sensacional crimen. Casi desde el principio y durante el juicio, Bennett insistió en que Robinson era la víctima inocente de una conspiración maliciosa lanzada por la policía y la madame de Jewett. También enfatizó la naturaleza sensacionalista de la historia y trabajó por explotar los detalles sexuales y violentos de la muerte de Jewett. El New York Sun, por otro lado, cuyos lectores tendían a proceder de la clase trabajadora, argumentó que Robinson era culpable y capaz de utilizar el dinero e influencia de parientes ricos y su empleador para comprar la absolución. Esta teoría continuó ganando terreno durante muchos años después.
Más notablemente, el juicio fue en gran parte responsable de los cambios a nivel nacional en el enfoque y cobertura de escándalos sexuales y crímenes por los periodistas estadounidenses. Con anterioridad al caso, la cobertura de tales temas por los periódicos era casi inexistente. Además, algunos historiadores acreditan a Bennett como autor de la primera entrevista periodística, concretamente la de Rosina Townsend. Otros historiadores, sin embargo, argumentan que Bennett nunca habló con Townsend y que su entrevista informada fue un engaño.

## Después del juicio
Las cartas personales de Robinson que se hicieron públicas después del juicio socavaron algunas de sus reclamaciones y demostraron que era capaz de comportamientos sexuales maliciosos y (para la época) desviados y el público se volvió contra él, incluyendo algunos que habían sido sus partidarios vocales. Robinson finalmente se trasladó a Texas donde se convirtió en un respetado ciudadano de frontera.

## En la cultura popular
Jewett y Robinson son el tema de Las Vidas de Helen Jewett, y Richard P. Robinson, una novela de 1849 del periodista George Wilkes. La novela fue originalmente publicada en forma de serial en el periódico de Wilkes National Police Gazette. Esta historia es una narración ficticia basada en las historias sobre Jewett y Robinson que circularon después del asesinato.
Jewett es un personaje en la novela Burr de Gore Vidal— siendo el interés amoroso del narrador. A pesar de que su asesinato es periférico a la historia, es presagiado por todas partes por lo que el personaje del título asegura, en un juicio notorio a principios de siglo, la absolución de Levi Weeks, el aparente asesino de Elma Sands.